# Zelatractodes afurcatus
Zelatractodes afurcatus är en tvåvingeart som beskrevs av Willi Hennig 1935. Zelatractodes afurcatus ingår i släktet Zelatractodes och familjen skridflugor.
Artens utbredningsområde är Venezuela. Inga underarter finns listade i Catalogue of Life.